# گورکا گریکاگویتیا
گورکا گریکاگویتیا (اسپانیایی: Gorka Gerrikagoitia‎؛ زادهٔ ۷ دسامبر ۱۹۷۳) دوچرخه‌سوار اهل اسپانیا است.